# 馬特波伊西特 (麻薩諸塞州)
馬特波伊西特（英語：Mattapoisett）是一個位於美國麻薩諸塞州普利茅斯縣的鎮。

## 人口
根據2020年美國人口普查的數據，馬特波伊西特的面積為62.60平方千米，當中陸地面積為45.00平方千米，而水域面積為17.60平方千米。當地共有人口6508人，而人口密度為每平方千米104人。